# Anistreplase
Anistreplase là một loại thuốc tan huyết khối.
Anistreplase đã được Beecham phát triển với tên Eminase. Nó còn được gọi là phức hợp hoạt hóa streptokinase plasminogen plasminogen (APSAC)

## Cơ chế
Nó là một phức hợp plasminogen và vi khuẩn streptokinase đã được tinh chế đã được acyl hóa để bảo vệ vị trí hoạt động của enzyme. Khi dùng thuốc, nhóm acyl bị thủy phân, do đó giải phóng phức hợp chất hoạt hóa. Nó chuyển đổi plasminogen thành plasmin, từ đó làm thoái hóa fibrin (cục máu đông) thành các sản phẩm tách fibrin.